# محطة اكابانه
محطة اكابانه (باليابانية: 赤羽駅) هي محطة قطار تقع في اليابان، وتحديداً في حي اكابانه في طوكيو. تديرها شركة شرق اليابان للسكك الحديدية. افتتحت محطة اكابانه في 1 آذار/مارس 1885.

## الخطوط
تخدم محطة اكابانه الخطوط التالية:
- خط توهوكو الرئيسي (خط أوتسونوميا)
- خط تاكاساكي
- خط كيهين-توهوكو
- خط شونان-شينجوكو
- خط سايكيو

## تخطيط المحطة
تتكون المحطة من أربع منصات مرتفعة تخدم ثمانية مسارات. تعبر مسارات توهوكو شينكانسن أيضًا من هذه المحطة، فوق أرصفة خط سايكيو.
تحتوي المحطة على مكتب تذاكر ووكالة سفر.

## إحصائيات الركاب
في السنة المالية 2013، تم استخدام المحطة بمتوسط 89,742 راكبًا يوميًا (ركاب الصعود فقط)، مما يجعلها المحطة رقم 47 الأكثر ازدحامًا التي تديرها شركة شرق اليابان. أرقام الركاب للسنوات السابقة (ركاب الصعود فقط) هي كما هو موضح أدناه:
| السنة المالية | متوسط الركاب اليومي |
| ------------- | ------------------- |
| 2000          | 82,041              |
| 2005          | 86,459              |
| 2010          | 86,869              |
| 2011          | 87,346              |
| 2012          | 88,140              |
| 2013          | 89,742              |